# Îlots du Mouillage
Pour les articles homonymes, voir Mouillage.
Les îlots du Mouillage sont trois îlots de Nouvelle-Calédonie en mer de Corail, dans les îles Chesterfield.

## Géographie
Il s'agit de cayes situées à l'est de la barrière de corail, le long de la bordure orientale de la lagune. On compte entre autres les îlots:
- du Noret
- Desmazures
- Sainte Germaine de Pibrac
- du Suet